# برتا ریاسا
برتا ریاسا (اسپانیایی: Berta Riaza‎؛ ‏ ۲۷ ژوئیهٔ ۱۹۲۷ – ۲۴ ژوئیهٔ ۲۰۲۲) بازیگر اهل اسپانیا بود. وی بین سال‌های ۱۹۴۷ تا ۲۰۰۳ میلادی فعالیت می‌کرد. وی در سال ۱۹۹۲ برندهٔ جایزه ملی تئاتر و در سال ۲۰۰۷ برندهٔ جایزهٔ شایستگی در هنرهای زیبا شد. ریاسا در سال ۲۰۰۳ خود را بازنشسته کرد و گفت دلیلش آن است که دیگر فقط نقش‌هایی فرعی نامحبوب به او داده می‌شود.
از فیلم‌هایی که وی در آن‌ها نقش داشته است، می‌توان به عادت‌های تاریک اشاره نمود.